# Froggattimyia nicholsoni
Froggattimyia nicholsoni är en tvåvingeart som beskrevs av Malloch 1934. Froggattimyia nicholsoni ingår i släktet Froggattimyia och familjen parasitflugor. Inga underarter finns listade i Catalogue of Life.